# Jacek Śliwak
Jacek Śliwak – polski psycholog, dr hab. nauk humanistycznych.

## Życiorys
Uzyskał doktorat i habilitację w zakresie nauk humanistycznych. Pracuje na stanowisku profesora uczelni i pełni funkcję kierownika Katedry Psychologii Społecznej i Psychologii Religii w Instytucie Psychologii Katolickiego Uniwersytetu Lubelskiego Jana Pawła II. Jest promotorem kilku doktoratów i licznych prac magisterskich. W latach 2001–2008 był kierownikiem Międzywydziałowego Podyplomowego Studium Rodziny przy Katolickim Uniwersytecie Lubelskim. W obszarze jego zainteresowań badawczych mieszczą się zjawiska altruizmu, relacji interpersonalnych, zachowań asertywnych, postaw religijnych, relacji religijnych oraz poznawczych korelatów religijności.
W 2018 został odznaczony Srebrnym Krzyżem Zasługi.

## Wybrane publikacje
- Religijne zmaganie się a poczucie osamotnienia u podopiecznych hospicjów, w: "Kwartalnik Naukowy Fides et Ratio" (2020)
- Religijność a postawa wobec kary śmierci, w: "Teologia Praktyczna" (2020)
- Religijność a jakość i trwałość małżeństw żon anonimowych alkoholików, w: "Kwartalnik Naukowy Fides et Ratio" (2020)
- Religijne zmaganie się a poczucie osamotnienia u podopiecznych hospicjów, w: "Kwartalnik Naukowy Fides et Ratio" (2019)
- Motivation for assistance activities among hospice, missionary, and sport volunteers (Motywacja do zachowań pomocowych u wolontariuszy hospicyjnych, misyjnych i sportowych), w: "The Person and the Challenges: The Journal of Theology, Education, Canon Law and Social Studies Inspired by Pope John Paul II" (2018)
- Poziom samooceny u osób korzystających z różnych form Internetu, w: "Studia Socialia Cracoviensia" (2018)
- Religijność a komunikacja w małżeństwie, w: "Kultura-Media-Teologia" (2018)
- Religious support and religious struggle as predictors of quality of life in alkoholics anonymous: Moderation by duration of abstinence (Długość abstynencji jako moderator związku między pocieszeniem i napięciem religijnym oraz jakością życia anonimowych alkoholików), w: "Roczniki Psychologiczne" (2018)
- Oblicza psychologii religii w Polsce, w: "Roczniki Psychologiczne" (2018)
- The Relationship of Religious Comfort and Struggle with Anxiety and Satisfaction with Life in Roman Catholic Polish Men: The Moderating Effect of Sexual Orientation (Powiązania Komfortu i Zmagań Religijnych z niepokojem i satysfakcją z życia Polaków wyznania rzymsko - katolickiego: Moderujący efekt orientacji seksualnej), w: "Journal of Religion and Health" (2017)
- Odporność psychiczna: analiza psychometryczna Skali Struktury Psychoimmunologicznej (SSP), w: "Czasopismo Psychologiczne" (2016)
- Poczucie osamotnienia a przystosowanie społeczne, w: "Studia Socialia Cracoviensia" (2016)
- The scale of psycho-immunological structure: assessing factorial invariance in Poland and Slovakia (Skala Struktury Psychoimunologicznej ocena niezmienności faktorów w Polsce i na Słowacji), w: "Studia Psychologica" (2016)
- Types of hope and action styles of adolescent (Typy nadziei i style działania młodzieży), w: "The Person and the Challenges: The Journal of Theology, Education, Canon Law and Social Studies Inspired by Pope John Paul II" (2016)
- Is It Possible to Discriminate the Value Patterns of Wulff's Approaches to Religion in a Polish Sample? (Czy model religijności Wulffa dyskryminuje wartości w polskiej populacji?), w: "Psychologia Belgica" (2013)
- The Interplay between post–critical beliefs and self–consciousness (Samoświadomość a przekonania postkrytyczne), w: "Polish Psychological Bulletin" (2013)
- Typy samoświadomości a poczucie osamotnienia, w: "Przegląd Psychologiczny" (2012)
- Niepokój jako korelat poczucia osamotnienia u homoseksualnych mężczyzn, w: "Roczniki Psychologiczne" (2012)
- Kryzys w wartościowaniu a relacje religijne, w: "Czasopismo Psychologiczne" (2012)
- Wybrane korelaty przekonań post-krytycznych, w: "Analecta Cracoviensia" (2010)
- Treść doświadczenia religijnego a pięcioczynnikowy model osobowości, w: "Edukacja. Teologia i Dialog" (2010)
- Socjobiologia a nabożenstwo, w: "Disputationes Scientificae Universitatis Catholicae in Ružomberok" (2007)
- Asertywność czy kompromis, w: "Disputationes Scientificae Universitatis Catholicae in Ružomberok" (2007)
- Społeczne i sytuacyjne uwarunkowania zachowań altruistycznych, w: "Roczniki Psychologiczne" (2000)
- Zachowania asertywne. Czym są zachowania asertywne oraz kilka uwag krytycznych, w: "LOS - Czasopismo Samopomocy Społecznej" (1999)
- Altruizm i pojęcia pokrewne, w: "Studia z Psychologii w KUL" (1998)
- Dlaczego Agresja?, w: "LOS - Czasopismo Samopomocy społecznej" (1998)
- O formułę szkoleń wzmacniających integrację i samopomocowy charakter społeczności lokalnej (1997)
- The role and possibilities of training and education in social policy (1996)
- Altruizm endo-egzocentryczny a poziom niepokoju, w: "Analecta Cracoviensia" (1996)
- Spostrzeganie dystansu Społecznego wobec wybranych mniejszości etnicznych, w: "Studia z Psychologii" (1996)
- Przystosowanie społeczne u osób o różnym poziomie altruizmu, w: "Roczniki Filozoficzne"(1996)
- Altruizm a preferencja wartości - badania empiryczne, w: "Roczniki Filozoficzne" (1996)
- Altruizm a religijność. Przegląd badań (1996)
- Poziom altruizmu a obraz siebie - badania empiryczne dorastającej młodzieży, w: "Roczniki Filozoficzne" (1994)
- Zachowania altruistyczne w kontekście głównych teorii psychologicznych, w: Wykłady z psychologii w KUL (1994)
- Altruizm a religijność człowieka badania empiryczne, w: "Roczniki Filozoficzne" (1993)
- Zachowania altruistyczne w koncepcji socjobiologicznej, w: "Roczniki Psychologiczne" (1990)
- Poziom altruizmu a poczucie sensu życia, w: "Roczniki Filozoficzne" (1989)
- Typ studiów a rozwój niektórych cech osobowości, w: "Zagadnienia Wychowawcze a Zdrowie Psychiczne" (1989)
- Altruizm a religijność, Przegląd badań, w: Wykłady z Psychologii w KUL w roku 1987/88 (1989)
- Oczekiwania wobec drugiej wizyty Jana Pawła II w Polsce, w: "Zeszyty Naukowe KUL" (1986)
- Kierunek studiów a preferencja wartości, w: "Zagadnienia Wychowawcze a Zdrowie Psychiczne" (1985)
- Kierunek studiów a poczucie sensu życia, w: "Zagadnienia Wychowawcze a Zdrowie Psychiczne" (1983)
- Results of the Working Grup on Managing Cere and Welfare in Byelorussia (Wyniki Grupy Roboczej na temat Opieki i Opieki Społecznej na Białorusi) (1966)[4]